# Васлон
Васло́н (фр. Wasselonne) — коммуна на северо-востоке Франции в регионе Гранд-Эст (бывший Эльзас — Шампань — Арденны — Лотарингия), департамент Нижний Рейн, округ Мольсем, кантон Саверн. До марта 2015 года коммуна являлась административным центром одноимённого кантона (округ Мольсем).
Площадь коммуны — 15,0 км², население — 5566 человек (2006) с тенденцией к росту: 5614 человек (2013), плотность населения — 374,3 чел/км².

## Население
Население коммуны в 2011 году составляло 5628 человек, в 2012 году — 5662 человека, а в 2013-м — 5614 человек.
| 1962 | 1968 | 1975 | 1982 | 1990 | 1999 | 2006 | 2008 | 2011 | 2012 | 2013 |
| ---- | ---- | ---- | ---- | ---- | ---- | ---- | ---- | ---- | ---- | ---- |
| 3655 | 3832 | 4172 | 4862 | 4916 | 5542 | 5566 | 5545 | 5628 | 5662 | 5614 |

Динамика населения:

## Экономика
В 2010 году из 3715 человек трудоспособного возраста (от 15 до 64 лет) 2776 были экономически активными, 939 — неактивными (показатель активности 74,7 %, в 1999 году — 72,9 %). Из 2776 активных трудоспособных жителей работали 2482 человека (1293 мужчины и 1189 женщин), 294 числились безработными (143 мужчины и 151 женщина). Среди 939 трудоспособных неактивных граждан 336 были учениками либо студентами, 348 — пенсионерами, а ещё 255 — были неактивны в силу других причин.

## Достопримечательности (фотогалерея)

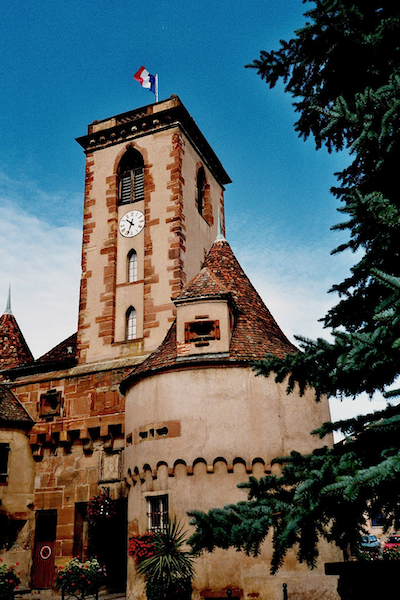
Шато
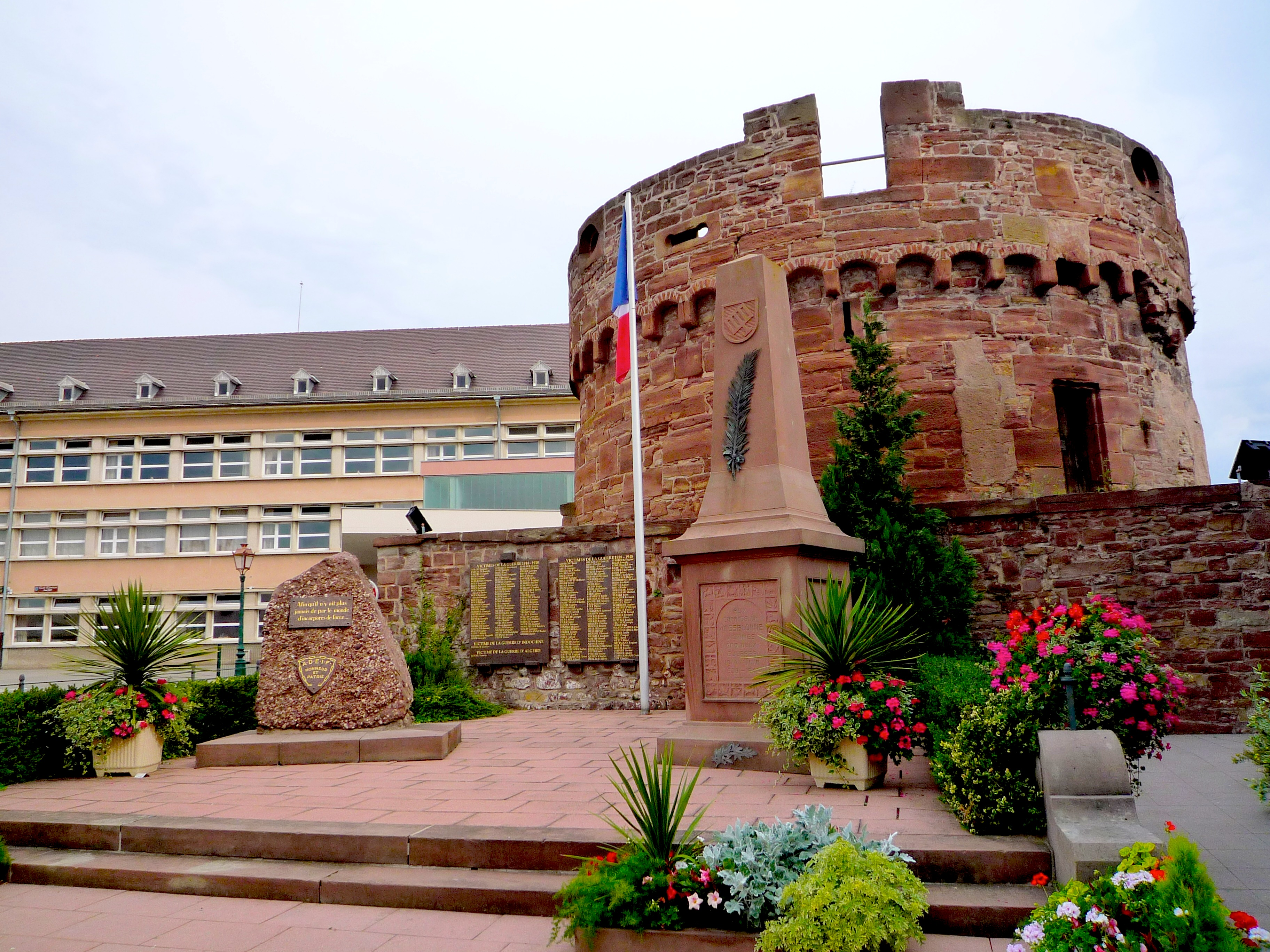
Руины башни и монумент